# Monastère de Loge à Caudebec-en-Caux
Le monastère de Loge ou Abbaye de Logium était un monastère bénédictin pour femmes fondé vers la fin du  sur le site de Caudebec ou à proximité; qui n'existe plus depuis le IXe siècle. Il se situait sur le territoire de la commune de Rives-en-Seine. 

## Historique
Sa toponymie a pour racine la « loge » au sens de « cabane », c'est-à-dire petite habitation, peut-être en référence à un hameau celte qui s'était dressé à cet endroit.
Le monastère aurait été créé pour les femmes vers 650 par Saint Wandrille, peu de temps après la création de l'abbaye Saint-Wandrille de Fontenelle située non loin. La seule abbesse dont le nom ait été retenue est Wilsa, mère de l'ermite Milon. celle-ci serait entrée au monastère de Logium au même moment que son mari et son fils entrait à l'Abbaye de Fontenelle.
Des chartes mentionnent des donations faites au monastère de Loge par la reine Bathilde à la fin du VIIe siècle, un passage de la geste des abbés de Fontenelle  et au IXe siècle une donation par l'abbé de Fontenelle saint Anségise,.
Saint Milon, moine de l'abbaye Saint-Wandrille, construisit près de la rivière de Fontenelle un ermitage, dit « La grotte de Milon », pouvant abriter une vingtaine d'anachorètes, et une petite église.
L'Abbaye de Logium ravagé par les Normands a disparu vers le IXe siècle.

## Topographie
Il ne reste rien des bâtiments de cette abbaye et son emplacement exact n'a pas pu être établi par l'archéologie.
Un emplacement à l'endroit où le ruisseau de Fontenelle se déverse dans la Seine a été évoqué, mais le site marécageux ne se prête guère à la construction d'un monastère et l'embouchure de la rivière Rançon correspond au quai de Saint-Vulfran, port de l'Abbaye de Fontenelle. Le site de l'actuelle ville de Caudebec-en-Caux semble plus adapté pour un monastère disposant d'un port . Ce monastère aurait disposé de deux églises: l'abbatiale, à l'emplacement de l'actuelle église Notre-Dame de Caudebec-en-Caux et l'église funéraire Saint-Pierre-des-Planques, à l'endroit de l'actuelle place d'armes Les moines de l'abbaye Saint-Wandrille expliquent la démolition de cette dernière en 1727 en raison de son état de délabrement. 

## .Notes et références
1. 1 2 3 4  Jacques Le Maho, « L'abbaye mérovingienne de Logium à Caudebec-en-Caux (Seine-Maritime) », Revue d'histoire de l'Église de France, vol. 82, no 208,‎ 1996, p. 5 - 39 (lire en ligne, consulté le 12 mai 2025)
2. ↑  « Caudebec-en-Caux », sur www.patrimoine-normand.com, 16 janvier 2008 (consulté le 13 août 2021)
3. 1 2  Michel Toussaint Chrétien Duplessis, Description géographique et historique de la haute Normandie, volume 1, p. 88-89.
4. 1 2  Caudebec-en-Caux Saint-Wandrille-Rançon (Rives-en-Seine), Parc naturel régional des Boucles de la Seine Normande, coll. « Au fil des patrimoines », novembre 2016 (ISBN 978-2-95589450-7), p. 6.

## Pour approfondir